# طاريا
طاريا هي قرية لبنانية تقع في البقاع الأوسط وهي تابعة لقضاء بعلبك في محافظة بعلبك الهرمل, ترتفع 1200 م عن سطح البحر, يحدها من الشرق سهل البقاع وقرية حزين ومن الشمال النبي رشادة ومن الجنوب شمسطار ومن الغرب تحدها سلسلة لبنان الغربية التي تضم قرية حدث بعلبك.
تتكون طاريا من عدة أحياء من أهمها مركز الضيعة، حوش باي والتي يوجد فيها آثار رومانية وتضم حوش باي أيضا مقام النبي نجوم () ويقال أن النبي النجوم هو من الأنبياء المرسلين وبني له مقام وفي داخل المقام هناك بركة لا تنقص مائها مما جعله مزاراً للناس, ومن أحياء بلدة طاريا أيضاً التليلة وهي تقع في شمال طاريا وتشتهر بسوقها التجاري الذي يُعرف بمفرق التليلة.
تبلغ مساحتها الإجمالية ما يزيد عن 75 كلم مربع، ومساحة الجرد يبلغ 33 كلم مربع.

## العائلات
أهم العائلات في طاريا وأكبرها عائلة آل حمية، وتنتشر في جميع أنحاء القرية مما يجعلها صاحبة النفوذ الأكبر ,تقطن في حي التليلة شمال طاريا عائلات البواري، سماحة ,شداد ويونس كما توجد اقليات كآل جنبلاط، سليم وحمادة.